# Roxolanen

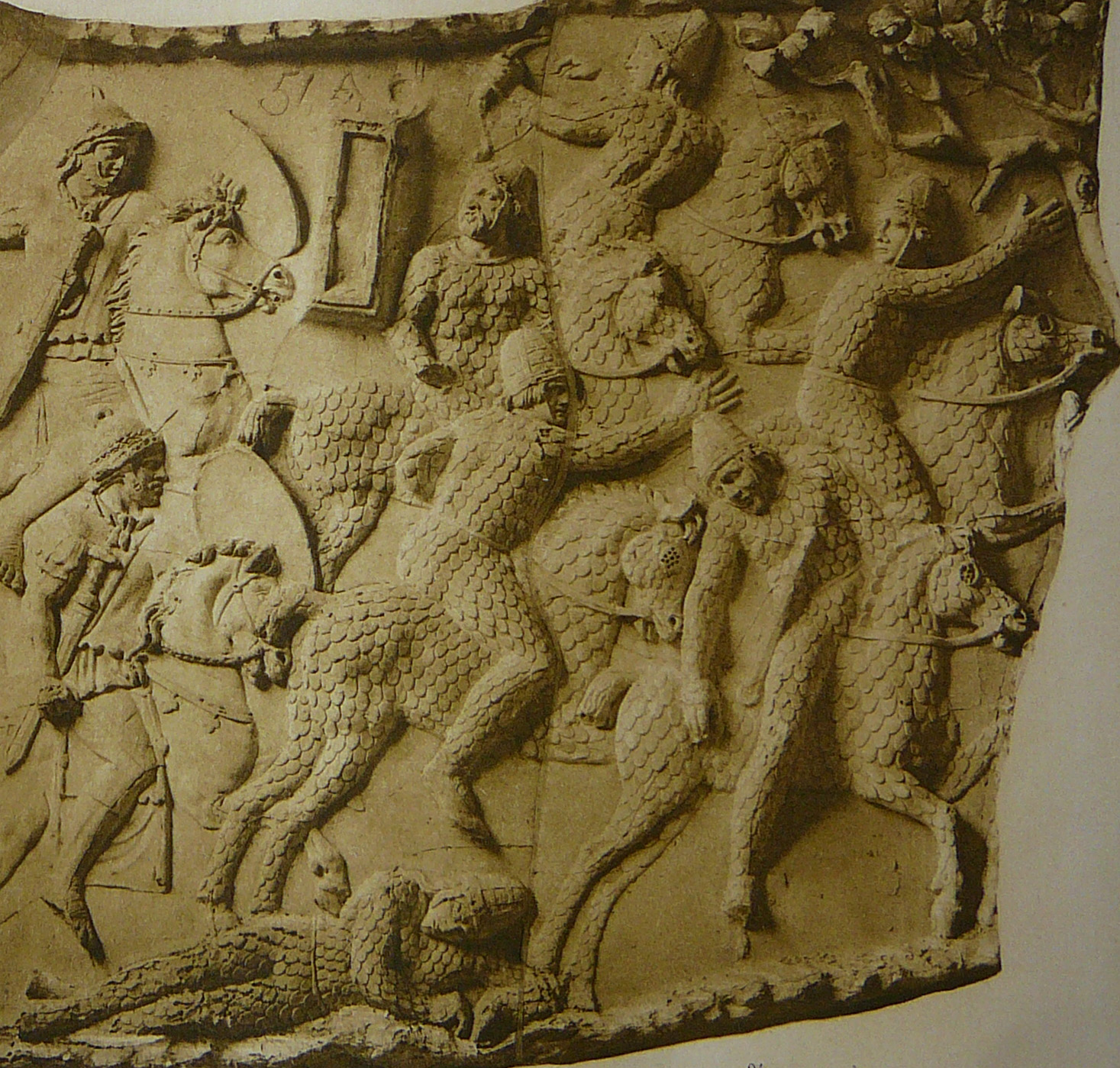
Sarmatische Panzerreiter fliehen vor der römischen Kavallerie

Die Roxolanen (von alanisch ruxs alan = „hell alan“ ,lat. Roxolani, griechisch Ροξολάνοι, von iranisch Raochshna = „weiß, Licht“, also die Hellen, Strahlenden) waren ein sarmatischer Stamm, der zwischen dem 6. Jahrhundert v. Chr. und dem 4. Jahrhundert n. Chr. westlich des südlichen Dongebiets im heute zur Ukraine gehörenden Steppenland beheimatet war. Dieses Gebiet wurde in der Antike als Sarmatien bezeichnet. Aufgrund ihrer Bogenschützen und Kataphrakten waren sie gefürchtete Gegner. 

## Geschichte
Die Reiterkrieger der Roxolanen hatten in ihrer alten Heimat oft gegen, aber auch für das Bosporanische Reich gekämpft. Ihr dortiges Stammesgebiet grenzte an das der Alanen. Möglicherweise auf Druck der Goten, Aorsen und Alanen hatten die Roxolanen in mehreren, sich über Jahrzehnte erstreckenden Wellen ihre alte Heimat verlassen  und waren wie die Jazygen nach Westen gezogen, wo sie im Gebiet der heutigen Region Moldau siedelten. Nach ihrer Ankunft in Zentraleuropa behielten die Roxolanen ihre althergebrachten Lebensgewohnheiten bei, wenn sie auch römische Luxusgüter schätzten. Im Jahr 62 n. Chr. überfielen sie erstmals die römische Provinz Mösien. In den Jahren 67/68 und im Februar 69 überschritten ihre Krieger mit 9000 Mann erneut die vereiste Donau und wiederholten ihre Plünderungen im mösischen Grenzgebiet. Bei diesen Kriegszügen wurden sie von den Bastarnen und den Dakern unterstützt. Es gelang den Verbündeten bei einem solchen Überfall eine ganze römische Legion zu vernichten.
Die Roxolanen waren mit dem letzten dakischen König Decebalus (ca. 85–105 n. Chr.) verbündet, dessen Territorium an die Ostgrenze des jazygischen Siedlungsgebietes grenzte. Dieser König hatte den römischen Truppen erfolgreich Widerstand geleistet und seinem Gegner unter anderem einen zivilen und militärischen Technologietransfer abgetrotzt. Den Pakt mit den damals im heutigen Südmoldawien und in der südlichen Ukraine lebenden Roxolanen hatte er unbemerkt von den Römern abschließen können. Auf dem Höhepunkt seiner Macht griff Decebalus die mit Rom verbündeten Jazygen erfolgreich an und entriss ihnen ihre Ostgebiete, was zu anhaltenden Spannungen mit seinen Verbündeten, den Roxolanen führte, da diese ein gutes Verhältnis zu den jazygischen Stammesverwandten pflegten. Durch vertraglich zugesicherte Subsidienzahlungen gelang es Rom, die Roxolanen als Bündnispartner für sich gewinnen. Während der nachfolgenden römischen Eroberung Dakiens und dem Ende des Decebalus hielten sich die Römer an diese Vereinbarungen. Als die Dakerkriege jedoch beendet waren, reduzierte Rom möglicherweise bereits kurz nach 106 seine Tributleistungen an die Roxolanen. Mit dem Zusammenbruch des für die Römer gefährlichen Dakerreiches, war den Siegern wohl auch das Bündnis mit den Roxolanen nicht mehr so wichtig. Gegen Unmutsbekundungen setzte Kaiser Trajan (98–117) sicher auch auf die Abschreckungspolitik, für die seine in Dakien siegreichen Truppen standen. Doch wohl Anfang 117 konnte diese Politik nicht mehr überzeugen. Jazygen und Roxolanen griffen die Donauprovinzen an. Dies hatte zur Folge, dass sich auch in Dakien wieder Widerstand regte.
Im Herbst 117 war Kaiser Hadrian (117–138) persönlich an der Donaufront, übernahm die Führung des Feldzuges von Niedermösien aus und konnte die Kämpfe im Jahr 118 siegreich beilegen. Möglicherweise war es auch Hadrian, der nun eine Friedenspolitik verfolgte, in deren Rahmen den Roxolanen sowohl Moldawien als auch die Große Walachei in der Provinz Moesia inferior überlassen wurde.
Während der Markomannenkriege in den Jahren von 166 bis 180 waren die Roxolanen und Jazygen erneut Verbündete gegen Rom und mussten nach ihrer Niederwerfung harte Friedensbedingungen annehmen. Später drangen Roxolanen bis in die Große Ungarische Tiefebene vor und vermischten sich mit den Jazygen. Die unter Kaiser Philippus Arabs (244–249) geförderte Ansiedlung der Roxolanen im Banat sollte dieses unberechenbare, kriegslustige Reitervolk für Rom kontrollierbarer machen. Im Süden des Stammesgebietes standen römische Truppen an der Donau und im Osten zog der unter den Kaisern Trajan (98–117) und Hadrian (117–138) errichtete Limes Alutanus von der Donau nach Norden.
In dem für Rom politisch unsicheren 3. Jahrhundert nutzten die Roxolanen gemeinsam mit den Jazygen in den Jahren 259/260 erneut die Situation, um mit ihren Raubzügen bis an den Südwestrand der Provinz Pannonia superior durchzubrechen. Auf dem nordöstlichen Gebiet des heutigen Sloweniens richteten sie dabei schwere Verwüstungen an. Um ihre Kampfkraft zu schwächen, strebte die römische Politik ab dem 3. Jahrhundert danach, Roxolanen und die Jazygen im ganzen römischen Reich anzusiedeln. Die Notitia Dignitatum nennt allein 18 Zentren sarmatischer Siedlung in Gallien und Italien. Außerdem kämpften nun sarmatische Kataphrakten in den römischen Armeen. Viele Sarmaten erlangten so das römische Bürgerrecht. 
Die nach Süden vorstoßenden Goten trennten im 3. Jahrhundert die sich berührenden Grenzen der Gebiete von Roxolanen und Jazygen. Im selben Jahrhundert verschwinden die Roxolanen aus den Quellen. Ab dem beginnenden 4. Jahrhundert siedeln dann die gleichfalls sarmatischen Argaraganten im Banat.